# جزیره اینگلیش (استرالیای جنوبی)
جزیره اینگلیش (به انگلیسی: English Island) یک جزیره در استرالیا است که در خلیج اسپنسر در استرالیای جنوبی واقع شده‌است.